# Psiloderces ligula
Psiloderces ligula là một loài nhện trong họ Ochyroceratidae. Loài này phân bố ở Celebes.